# Ville-sur-Terre
Ville-sur-Terre ist eine französische Gemeinde mit 97 Einwohnern (Stand: 1. Januar 2022) im Département Aube in der Region Grand Est. Sie gehört zum Arrondissement Bar-sur-Aube und zum gleichnamigen Kanton Bar-sur-Aube. 

## Lage
Sie ist umgeben von folgenden Nachbargemeinden:
|                | Soulaines-Dhuys                             | Trémilly |
| Fuligny        | Kompassrose, die auf Nachbargemeinden zeigt | Thil     |
| Vernonvilliers |                                             | Fresnay  |

## Bevölkerungsentwicklung

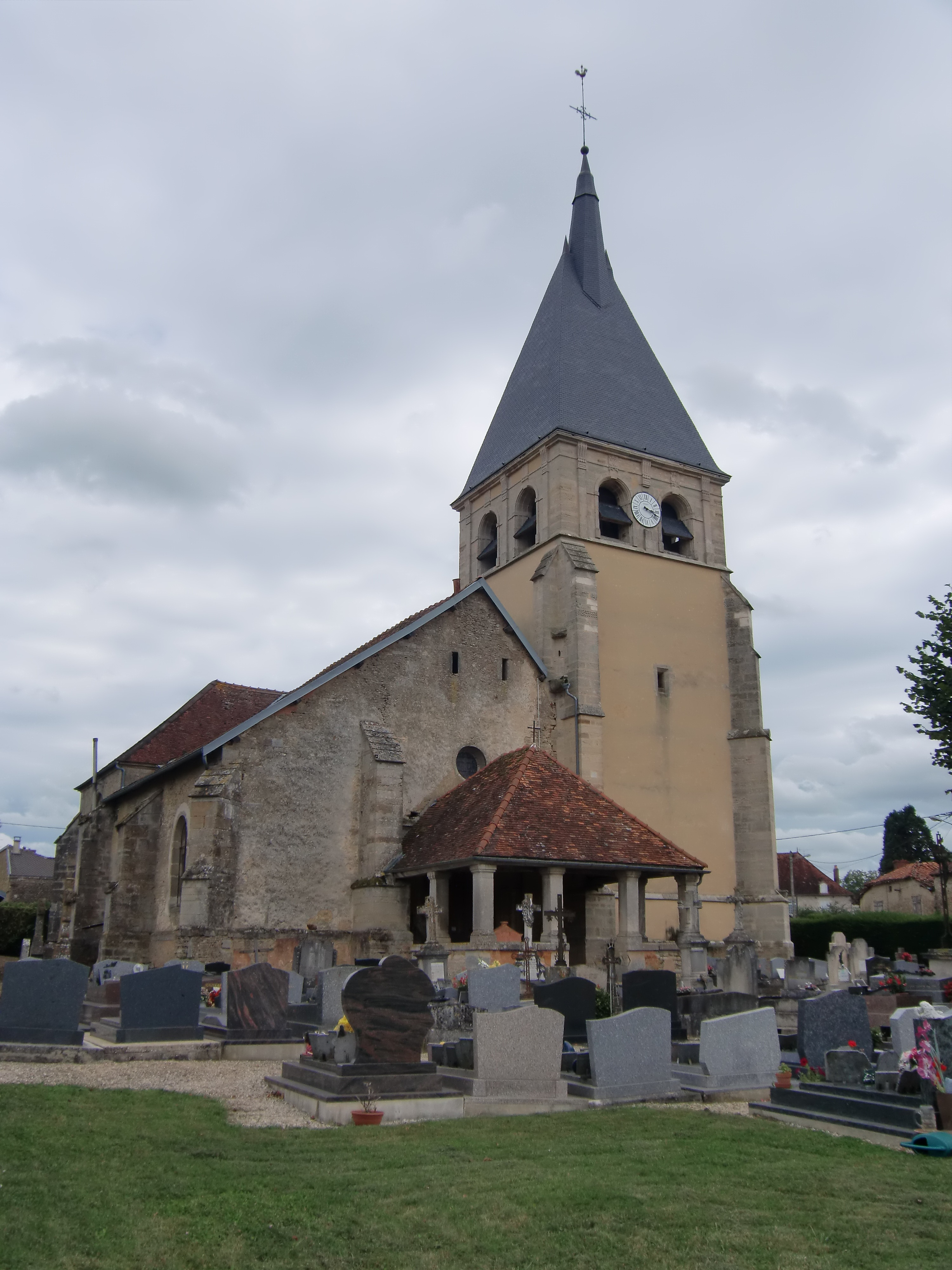
Kirche Saint-Pierre-ès-Liens, Monument historique seit 1925

| Jahr                      | 1962 | 1968 | 1975 | 1982 | 1990 | 1999 | 2008 | 2016 |
| ------------------------- | ---- | ---- | ---- | ---- | ---- | ---- | ---- | ---- |
| Einwohner                 | 202  | 204  | 174  | 165  | 138  | 142  | 129  | 106  |
| Quelle: Cassini und INSEE |      |      |      |      |      |      |      |      |